# تود ويلسون (معلم موسيقى)
تود ويلسون (بالإنجليزية: Todd Wilson)‏ هو معلم موسيقى أمريكي، ولد في 1954.

## وصلات خارجية
- تود ويلسون على موقع ميوزك برينز (الإنجليزية)
- تود ويلسون على موقع أول ميوزيك (الإنجليزية)
- تود ويلسون على موقع ديسكوغز (الإنجليزية)